# 월인석보 권13,14
월인석보 권13, 14(月印釋譜 卷十三, 十四)는 서울특별시 서대문구 연세대학교중앙도서관에 있는,  세조 5년(1459)에 편찬한 불교대장경이다. 1983년 5월 7일 대한민국의 보물 제745-4호로 지정되었다.

## 개요
『월인석보』는『월인천강지곡』과『석보상절』을 합하여 세조 5년(1459)에 편찬한 불교대장경이다. 석보는 석가모니불의 년보 즉 그의 일대기라는 뜻이다. 조선 세종 28년(1446) 소헌왕후 심씨가 죽자 세종은 그의 명복을 빌기 위해 아들인 수양대군(후의 세조)에게 명하여 불교서적을 참고하여 한글로 번역하여 편찬한 것이 곧『석보상절』이다. 세종 29년(1447) 세종은『석보상절』을 읽고 각각 2구절에 따라 찬가를 지었는데 이것이 곧『월인천강지곡』이다.『월인석보』는 완질이 현재 전하지 않으므로 전권의 수량은 확인할 수 없다.
월인석보 권13,14(月印釋譜 卷13,14)는 역시 세조 때 처음으로 간행된 것으로, 2권 2책으로 되어 있다. 책의 크기는 가로 22.6㎝, 세로 32.8㎝이다. 권 13은 첫 장이 없어졌고 부분적으로 훼손이 심하다. 권 14는 제82장 이하가 다 떨어져나갔고, 보존상태로 보아 다른책과 마찬가지로 탑 속에 들어있던 것으로 짐작된다. 
권 13의 내용은『월인천강지곡』제281장 하부에서 제282장까지이며, 권 14는 제282장에서 제293장까지 수록되어 있다.

## 같이 보기
- 월인석보

## 참고 자료
- 월인석보 권13,14 - 국가유산청 국가유산포털